# Apqu
Apqu est une ancienne ville de l'ancienne Mésopotamie située dans les Monts Sinjar, dans le nord-ouest de l'Irak actuel. Elle correspond à l'actuelle Tell Abu Marya.
Une source en araméen de Adad-nerari II indique que la ville a été réduite ana tilli u karme, « en monticules de ruines ».